# Ourense Fútbol Sala
L'Ourense Fútbol Sala è una squadra spagnola di calcio a 5 fondata nel 1981 a Ourense.

## Storia
Nella sua storia, la formazione galiziana ha disputato nove edizioni della massima divisione spagnola dapprima semplicemente come Ourense Futbol Sala poi come "Forum Ourense". L'ultima apparizione nella División de Honor risale alla stagione 2001-02.

## Rosa 2007-08
|    | Naz.                  | Nome                                 | Soprannome | Ruolo         |
| -- | --------------------- | ------------------------------------ | ---------- | ------------- |
| 13 | Spagna (bandiera)     | David Guede Rodicio                  | GUEDE      | Portiere      |
| 6  | Spagna (bandiera)     | Ricardo Tutilo                       | RICARDO    | Difensore     |
| 4  | Brasile (bandiera)    | Leandro Lopes Moreira                | JABA       | Esterno       |
| 8  | Portogallo (bandiera) | José Paulo da Silva Abreu Figueiredo | FISGAS     | Esterno       |
| 9  | Spagna (bandiera)     | Jorge Gil Varela                     | GIL        | Esterno       |
| 11 | Brasile (bandiera)    | Leonardo Baptista de Mello           | BAPTISTA   | Ala-Difensore |
| 14 | Brasile (bandiera)    | Daniel Rezende da Silva              | REZENDE    | Ala-Pivot     |
| 5  | Spagna (bandiera)     | Eduardo Garcia Carballo              | EDU        | Universale    |
| 12 | Spagna (bandiera)     | Jacobo Pereira Lorenzo               | JACOBO     | Esterno       |
| 7  | Spagna (bandiera)     | Javier Couceiro Garcia               | JAVI       | Esterno       |
| 10 | portugal              | Davide Claudio Rei Moura             | DAVIDE     | Pivot         |

Allenatore:  Isidro Grela Mosquera – ISIDRO

## Palmarès
- Campione della Division de Plata 1998/1999